# Арльберг
А́рльберг (нем. Arlberg) — горный массив в Восточных Альпах, на стыке федеральных земель Форарльберг и Тироль на западе Австрии. Высшая точка — гора Валлуга (2809 м).
Название происходит от горного перевала Арльберг (1793 м) со стороны Тироля. По другой версии может происходить от кустарников «Arlenbushes», во множестве произрастающих там. Горы с названием Арльберг в той местности нет.
Населённые пункты и горнолыжные курорты включают в себя: Лех, Цюрс, Stuben, Санкт-Кристоф и Санкт-Антон-ам-Арльберг.

## Инфраструктура
Старый проходимый путь через перевал был известен с XIV века и представлял собой небольшую протоптанную вьючными животными горную тропу, когда люди в этом регионе начали торговать солью и возить припасы. Однако, из-за крайне слабого развития в Арльберге, в течение многих столетий люди избегали маршрутов через хребет и для торговли предпочитали ездить в объезд через Fern или Имменштадт-им-Альгой. Развитие текстильной промышленности и почтовой службы привело к созданию дорог, которые здесь стали появляться с 1824 года.

### Арльбергский тоннель
В XX веке, с ростом автомобильного движения, имеющихся дорог стало не хватать и было решено проложить автомобильный тоннель длиной в 14 км между Langen и Санкт-Антон-ам-Арльберг. 5 июля 1974 года начались строительные работы, а 1 декабря 1978 года по нему началось движение. Проезд через тоннель платный, но старая дорога через перевал остаётся бесплатной. Особенностью постройки является то, что в ней на самом деле два тоннеля. На тирольской стороне он проложен над «ущельем Розанны» до фактического начала горного массива и поднимается вверх в направлении Форарльберга.
Железная дорога Арльберга соединяет Инсбрук и Блуденц. Между Санкт-Антон-ам-Арльберг и Langen на протяжении в 10,25 км она проходит через Арльбергский тоннель.